# نادي الجزيرة (مصر)
نادي الجزيرة الرياضي هو أحد أهم النوادي الموجودة بالعاصمة المصرية القاهرة، تم تأسيسه عام 1882 ويوجد بمنطقة الجزيرة شمال منطقة الزمالك.
يتصف النادي بكونه نادي رياضي وثقافي واجتماعي وله دور اجتماعي بناء في المجتمع ويحتوي على طبقة راقية من المجتمع المصري.

## عن النادي
وفي 4 نوفمبر 1886 منحت الحكومة المصرية حق التراخيص لنادي الخديوي الرياضي للانتفاع بمساحته التي بلغت وقتها 146 فدانا و 22 قيراطا و 12 سهما.
وفي عام 1914 تغيّر اسم نادي الخديوي الرياضي إلى نادي الجزيرة الرياضي ثم نادي «أمير الصعيد» نسبة إلى الملك فاروق ولكن هذا الاسم لم يدم إلا لمدة سنة واحدة واستقر الاسم على «نادي الجزيرة» ضم مجلس إدارته العديد من مشاهير المجتمع المصري والأوروبي منهم اللورد «كرومر» قنصل بريطانيا في مصر في الفترة ما بين «1883 إلى 1907» بخلاف العديد من الأمراء والنبلاء.
وفي عام 1956 وافق الرئيس الراحل «جمال عبد الناصر» على المذكرة المقدمة من «محمد حسن جميعي» رئيس اللجنة المؤقتة لإدارة النادي في هذا الوقت بشأن احتفاظ النادي بمساحة إضافية ليتسنّى استقبال عدد أكبر من الأعضاء الجدد على أسس قومية سليمة. وتم تسليم مساحة من أرض النادي للمجلس الأعلى لرعاية الشباب في 20 فبراير 1957 لتنخفض مساحة النادي وتصبح 52 فدانا و 17 قيراطا و 11 سهما.

### روّاد النادي
رواد النادي من المشاهير في مختلف المجالات.. سياسيا أمثال «عمرو موسى» الأمين العام لجامعة الدول العربية و د. عاطف عبيد رئيس الوزراء الأسبق وأحمد ماهر وزير الخارجية الأسبق وعصمت عبد المجيد أمين عام جامعة الدول العربية سابقا والسفير علي ماهر واللواء حبيب العادلي وزير الداخلية ود. أحمد درويش وزير التنمية الإدارية وغيرهم من وزراء مصر على مدار سنوات عديدة منذ إنشائه وحتى الآن.
بجانب مشاهير الأدب والإعلام منهم محمد حسنين هيكل وأنيس منصور والإعلامى طارق حبيب وسمير صبري وشافكي المنيري وعائشة راتب وعبد اللطيف المناوى ودرية شرف الدين وغيرهم.. ومن الوسط الفنى فاتن حمامة وعمر الشريف وعزت العلايلى وممدوح عبد العليم ونهال عنبر ويوسف شاهين ونادية مصطفى والموسيقار عمر خيرت وفريدة فهمي ومحمود رضا وشقيقه على رضا.
فضلا عن رجال الأعمال والاقتصاد والبيزنيس الذين يحرصون بصفة مستمرة على التواجد بالنادي.. في مقدمتهم المهندس نجيب ساويرس.. بجانب أشهر نجوم الرياضة في العالم خاصة في رياضتي الفروسية والتنس التي اشتهر بها النادي على مدار تاريخه ومن أشهرهم لاعب التنس العالمى «بورج» الذي اعتاد على المشاركة في بطولة مصر الدولية للتنس التي كانت تقام بصفة سنوية على ملاعب التنس الخاصة بالنادي والتي شهدت حضور العديد من نجوم ومشاهير العالم ووصلت في وقت من الأوقات في شهرتها بطولة «ويمبلدون» بإنجلترا ويصل إجمالي عدد أعضاء نادي الجزيرة إلى 70 ألف عضو.

### شخصيات عالمية

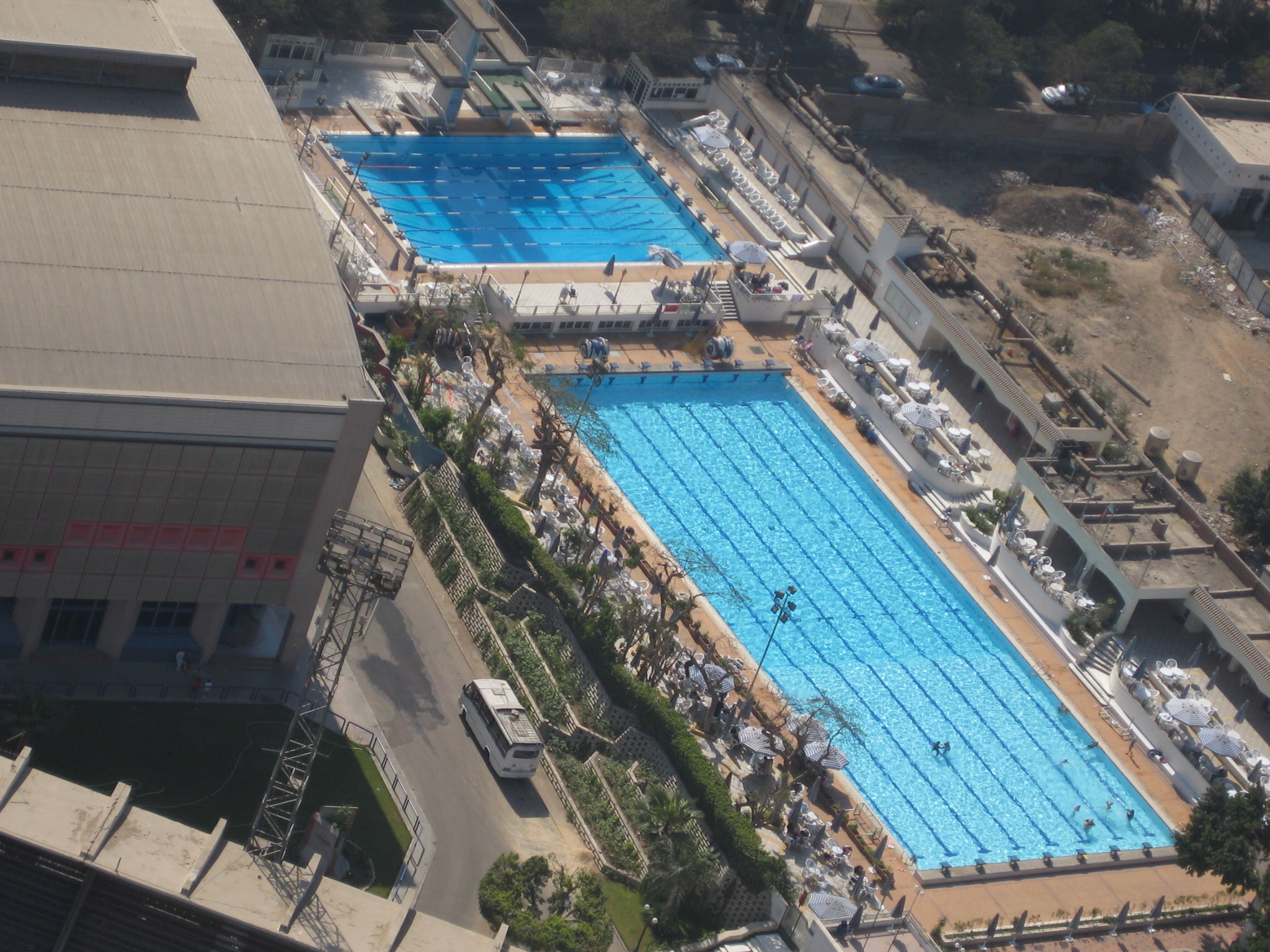

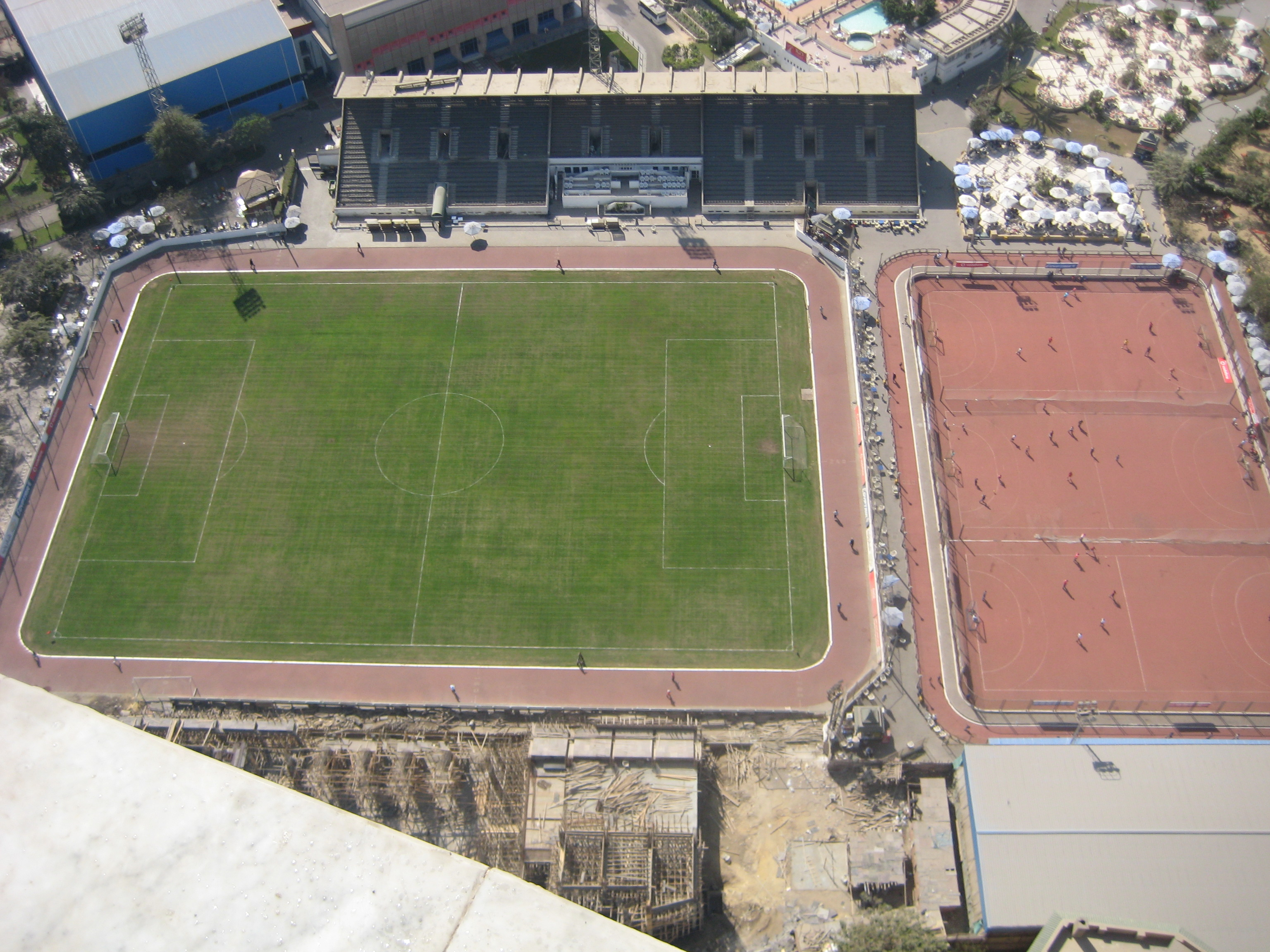

ومن أهم الشخصيات السياسية الدولية التي زارت النادي الرئيس باراك أوباما في زيارته الأولى لمصر حيث استقل الطائرة الهليوكابتر من ملعب البولو في نادي الجزيرة للذهاب إلى مقر جامعة القاهرة لإلقاء خطابه الشهير للعالم الإسلامي بالإضافة إلى الأمير «وليام» ولي عهد بريطانيا الذي حضر خصيصا للنادي للعب مباراة كريكيت «اللعبة الإنجليزية الشهيرة» بالإضافة إلى «الشيخ محمد بن راشد آل مكتوم» حاكم دبي وبعض الأمراء والملوك العرب الذين يحرصون على الحضور لسباقات الخيل التي يقيمها النادي سنويا.
يتردد يوميا ما بين من ستة إلى سبعة آلاف عضو لممارسة هوايتهم سواء الجولف، الكروكيه، التنس، الخيل، السباحة، كرة السلة، كل حسب لعبته المفضلة أو على أقل تقدير المشي بصفة منتظمة.
وفي عهد الثورة انضم للعضوية مجلس قيادة الثورة حتى أن الرئيس جمال عبد الناصر أطلق عليه وقتها نادى أولاد الذوات وبعد عصر الانفتاح سارع عدد كبير للانضمام للعضوية لاختلافه عن أندية شهيرة مثل الأهلي والزمالك اللذين يعتمدان في المقام الأول على أنشطة كرة القدم أما نادي الجزيرة فالأمر مختلف لأنشطته المتنوعة مع امتيازه بالهدوء وسحر المكان والطبيعة الخلابة التي تجذب الجميع منذ الدخول.
ويشهد النادي في 24 سبتمبر المقبل مرحلة محورية جديدة في تاريخه عند اختيار مجلس إدارة جديد للدورة 2010/ 2014 لذا فإن جميع الأعضاء يولون اهتماما خاصا بالعملية الانتخابية لإصرارهم على مزيد من التطوير والحفاظ على احتلال النادي قمة الأندية وتمتاز العملية الانتخابية بجو تنافسي في إطار من الرياضة والأخوة بعيدا عن العصبية والخروج عن النص إلا أن الجميع يحرص على التصويت لاختيار من يراه مناسبا من وجهة نظره دون ضغوط من أحد فالكل له حرية الاختيار ولكن الانتخابات المقبلة ستشهد صراعا حميميا بين عدد كبير من المرشحين سواء لمنصب رئيس النادي أو العضوية لا سيما وأن جميع الذين تقدموا بأدواتهم للترشح لديهم شعبية كبيرة ومقبول من الأعضاء.
ولنادي الجزيرة دائما إنجازات عديدة على المستوى الرياضي ويسعى مسئولوه للاحتفاظ بتلك الإنجازات مع مزيد من المراكز المتقدمة في الفترة المقبلة ويأتي على رأس هذه الإنجازات حصول فريق كرة السلة للرجال على المركز الثاني في بطولتي الدوري والكأس وحصول فريق السيدات على بطولة كأس مصر، وفريق الناشئين على الدوري والناشئات حققن بطولة الدوري العالم.
وفي السباحة حصل لاعبو النادي على المركز الأول في بطولة الجمهورية لسن 15 و 17 سنة وعلى إثره تم اختيار اللاعبتين أمينة مجدي وفريدة هشام للانضمام للمنتخب الوطني للسباحة وفي الإسكواش حصل اللاعب كريم سامي على المركز الأول لبطولة المحترفين بالولايات المتحدة الأمريكية.
وفي الجمباز الإيقاعي تأهلت خمس لاعبات لأولمبياد سنغافورة وفي السلاح فازت اللاعبة فرح البطراوي بالمركز الأول لبطولة الأندية العربية بالإسكندرية.
وفي كرة الماء حصل فريق النادي لسن 15 سنة على بطولة الجمهورية.
وحقق الفريق الأول للرجال المركز الثاني في بطولة الجمهورية.
وفي مسابقات صيد الأسماك حصل اللاعب سيف عادل على المركز الأول في بطولة العالم.

### فرع 6 أكتوبر
من ناحية أخرى نجح مجلس إدارة النادي الحالي في الحصول على قطعة أرض مساحتها 52 فدانا بمحافظة 6 أكتوبر لتكون فرعا جديدا لنادي وطبقا لتأكيدات أعضاء مجلس الإدارة فإن هذا الفرع سيكون على أعلى مستوى ومشابه لحد كبير للصروح الرياضية الأوروبية خاصة أن المسئول عن التصميمات إحدى الشركات الأمريكية الكبرى المتخصصة في مجال الأندية وتشير الإحصائيات الأخيرة لمجلس الإدارة إلى أن تكلفة هذا الفرع يصل ل «375» مليون جنيه وسيساعد هذا المبنى على تخفيف حدة الضغط من قبل الأعضاء على الفرع الرئيسي بسبب التكدس المروري الشديد الذي يعد صداعا في رأس المسئولين عن النادي والأعضاء أيضا ومن المتوقع أن تحل هذه الأزمة عقب الانتخابات المقبلة بإقامة جراج متعدد الطوابق لانتظار السيارات.

### الانتخابات
بدأ العد التنازلي لانتخابات مجلس إدارة نادي الجزيرة والمقرر إجراؤها في 24 سبتمبر المقبل ووصول عدد المرشحين لمقعد الرئاسة إلى أربعة مرشحين، وللعضوية 26 مرشحا وهي أول انتخابات تجري بالنادي طبقا للائحة الجديدة باختيار رئيس و 6 أعضاء فقط بعد إلغاء مناصب نائب الرئيس، وأمين الصندوق وعضوين تحت السن، حيث تشهد المعركة الانتخابية صراعا شديدا على جميع المناصب نظرا للشعبية الكبيرة التي يتمتع بها كل مرشح سواء على منصب الرئيس أو عضوية مجلس الإدارة مما يؤكد صعوبة تحديد موقف أي من المرشحين إلا في اللحظات الأخيرة ولم يستطع أحدا التكهن بنتيجة تلك الانتخابات، حيث شهدت أجواؤها عدة مفاجآت يعد أكبرها عدم ترشح المهندس عمرو جزارين لمنصب الرئيس حيث يعد أقوى المرشحين للفوز بالرئاسة في حالة خوضه للانتخابات ولكنه فضل مساندة الدكتور أحمد السعيد الرئيس الحالي للنادي بهدف الحفاظ على مستقبل النادي واستكمال مسيرة التطوير خلال المرحلة القادمة وتم الاتفاق بين جزارين والسعيد على أن يتولى الأول إدارة العملية الانتخابية للثاني وقائمته.
وبالنظر للمرشحين الأربعة على مقعد الرئاسة نجد أنهم مرتبطون بشكل كبير بأعضاء الجمعية العمومية وفي مقدمتهم الدكتور أحمد السعيد، والمهندس إسلام السنهوري نائب رئيس النادي حاليا، والمهندس رمزي رشدي الرئيس السابق لدورتين والرابع نور الفرنواني.
وشهدت قائمة أحمد السعيد مفاجأة من العيار الثقيل بعد انضمام الدكتورة مديحة خطاب عميدة كلية طب قصر العيني سابقا، وطارق حشيش صاحب أحد أكبر مكاتب المحاسبة على مستوى العالم، وانضمام الدكتور كريم صفوت جندي كوجه جديد في القائمة، بالإضافة إلى المهندس إيهاب لهيطة أقوى المرشحين للفوز بأكبر عدد من الأصوات على منصب العضوية، والدكتور أحمد أبو الفتوح، والمحاسب طارق البحيري.
وبهذه القائمة يكون أحمد السعيد قد اعتمد على عناصر الخبرة في مختلف المجالات مع دمج أفكار جديدة فيما يخص التسويق وتنمية الموارد وهو العنصر الذي يعتمد على نجاحه لوجود طارق حشيش.
وتتوالى المفاجآت بخروج المهندس إبراهيم زاهر، ونهال عهدي من قائمة أحمد السعيد في الدورة السابقة ليعلن الثنائي عن ترشيحهما كمستقلين بعيدا عن الانضمام لأي من الجبهات المتصارعة من أجل الفوز معتمدين على خبرتهما السابقة في المجلس السابق لمدة 4 سنوات والاهتمام والتركيز على قطاع الشباب بالنادي باعتبارهما الممثلين الحقيقيين لعنصر الشباب في الدورة المقبلة مما يتيح تنفيذ رغبات وطموحات شباب النادي وحلقة الوصل بين الشباب ومجلس الإدارة في حالة النجاح.
أما المهندس إسلام السنهوري فهو المنافس الحقيقي على مقعد الرئيس لأحمد السعيد بسبب شعبيته الجارفة داخل الجزيرة والإجماع الذي يجده عند أية وجهة نظر يقوم بطرحها بوصفه نائب الرئيس في المجلس الحالي. لذا فإنه يحظى بثقة كبيرة بفضل المجهودات التي أولاها للأعضاء في السابق.
وفيما يخص قائمته فقد فاجأ الجميع بضم مجموعة من الوجوه الجديدة غير المستهلكة انتخابيا ولم يسبق لها الترشيح من قبل وفي مقدمتهم الدكتور هشام طراف صاحب الخبرة والباع في المجال الطبي، والسفير محمد إبراهيم شاكر الأشهر في السلك الدبلوماسي خلال السنوات الأخيرة، بالإضافة إلى الدكتور نجيب محفوظ أبادير والذي يمتلك خبرة طويلة في مجال العمل الإداري وأحمد نجيب مع عنصر المرأة المتمثل في الدكتورة غادة محمود شريف وهالة زكريا توفيق. ويعتمد إسلام السنهوري في برنامجه الانتخابي على التغيير للأفضل والاهتمام بموارد النادي والانتهاء من المشاريع المعطلة منذ المجلس السابق معتمدا على خبرته في الحوار والاتصال الدائم بأعضاء نادي الجزيرة والتواجد بصورة مستمرة لخدمة الأعضاء.
ويكثف المنافسون جولاتهم خلال هذه الفترة وتحديدا بين قائمتي أحمد السعيد، وإسلام السنهوري بعد إجماع عدد كبير من أعضاء الجمعية العمومية على أن هاتين القائمتين هما المتنافستان بصورة علانية في الانتخابات المقبلة إضافة إلى 14 مرشحا مستقلا في مقدمتهم الدكتورة منى مكرم عبيد والدكتور أحمد براده والمهندس إبراهيم زاهر ونهال عهدي، حيث يعد هذا الرباعي من أقوى المرشحين للدخول في عضوية مجلس الإدارة طبقا لحالة الانتخابات داخل الجزيرة والذي يرفض أعضاؤه دائما وعلى عكس باقي الأندية المصرية الاختيار بنظام القائمة الموحدة مما يشير إلى احتمالية تشكيل مجلس مختلط من القائمتين، كما تشير الدلائل إلى أن شراسة المعركة الانتخابية ستنتقل بدورها من منصب الرئيس للعضوية سواء الذين يمتلكون تجربة الترشيح من قبل أم لا لأن الأصوات ستتوزع على الأعضاء جميعهم ومنهم كابتن طيار مالك مصطفى، والدكتورة عبلة عادل خيري وعادل برتو، والدكتور إسماعيل حجاج، وإيهاب منصور وحازم الزينيني، وشيرين حمادة وحسين هريدي وأحمد محمد رفعت وأحمد محمد نجيب.
وبالنسبة للبرنامج الانتخابي للمرشحين، فهناك اتفاق بالإجماع على أن أول قرار يتم تنفيذه هو حل أزمة المرور بالنادي من خلال إنشاء جراح متعدد الطوابق تحت الأرض وهو البند المشترك في كل برنامج انتخابي، بالإضافة إلى البدء فعليا في تنفيذ الفرع الجديد بمدينة 6 أكتوبر والاهتمام بتنمية الموارد خلال الفترة القادمة مع الاهتمام بالقاعدة الرياضية من أجل العودة من جديد للفوز بالبطولات لا سيما أن هناك فترة ركود مرت بها معظم الفرق الرياضية بالجزيرة ولم يحصلوا على بطولات أو مراكز متقدمة حينها.
والملاحظ في التنافس بين المرشحين خاصة العضوية هو التسابق من أجل الظهور في البرامج الرياضية على القنوات الفضائية واستغلال علاقاتهم الشخصية مع بعض مقدمي البرامج لنشر أفكارهم من خلال استضافتهم من أجل التأثير إعلاميا، مع وضع مخطط للظهور في برامج التوك شو عقب انتهاء شهر رمضان كنوع من أنواع استخدام سلاح الميديا في المعركة الانتخابية على أمل حصد أكبر عدد من أصوات الجمعية العمومية.